# Віденський метрополітен
Віде́нський метрополіте́н (нім. Wiener U-Bahn) є важливою складовою міського транспорту Відня.
Сучасний віденський метрополітен був відкритий в 1976 р., але сама віденська підземка має багату передісторію яка бере початок з кінця XIX століття. Сучасний метрополітен охоплює деякі ділянки Штадтбана (нім. Stadtbahn) — міської залізниці, які були побудовані ще у 1898—1901 роках.

## Лінії
Мережа віденського метро складається з 5 гілок завдовжки загалом з 83.1 кілометрів зі 109 станціями. Лінії не мають власних назв, та відрізняються лише за номером поряд з літерою U (від U-Bahn) від U1 до U6. До того ж, кожна лінія має власний колір. Віденський метрополітен обслуговувається фірмою «Wiener Linien GmbH & Co KG», що належить «Wiener Stadtwerke AG», 100 % акцій якої знаходяться у власності міста. Особливістю віденської підземки є комбінація двох систем подачі струму: на лініях від U1 до U4 використовується класична система з третьою рейкою, на лінії U6 використовується система з контактною мережею та пантографами на кшталт трамвайних. Лінія U5 відсутня в нумерації: додасться не раніше 2024 року.
| Лінія | Напрям                       | Введена в дію                   | Довжина | Станції | Підземних  |
| ----- | ---------------------------- | ------------------------------- | ------- | ------- | ---------- |
| U1    | (Oberlaa ↔ Leopoldau)        | 1978                            | 19,2 км | 24      | 15 станцій |
| U2    | (Karlsplatz ↔ Seestadt)      | 1980                            | 16,5 км | 20      | 9 станцій  |
| U3    | (Ottakring ↔ Simmering)      | 1991                            | 13,4 км | 21      | 19 станцій |
| U4    | (Hütteldorf ↔ Heiligenstadt) | 1976 (1898 — частина Штадтбану) | 16,3 км | 20      | 6 станцій  |
| U6    | (Siebenhirten ↔ Floridsdorf) | 1989 (1898 — частина Штадтбану) | 17,3 км | 24      | 7 станцій  |

### Лінія U1

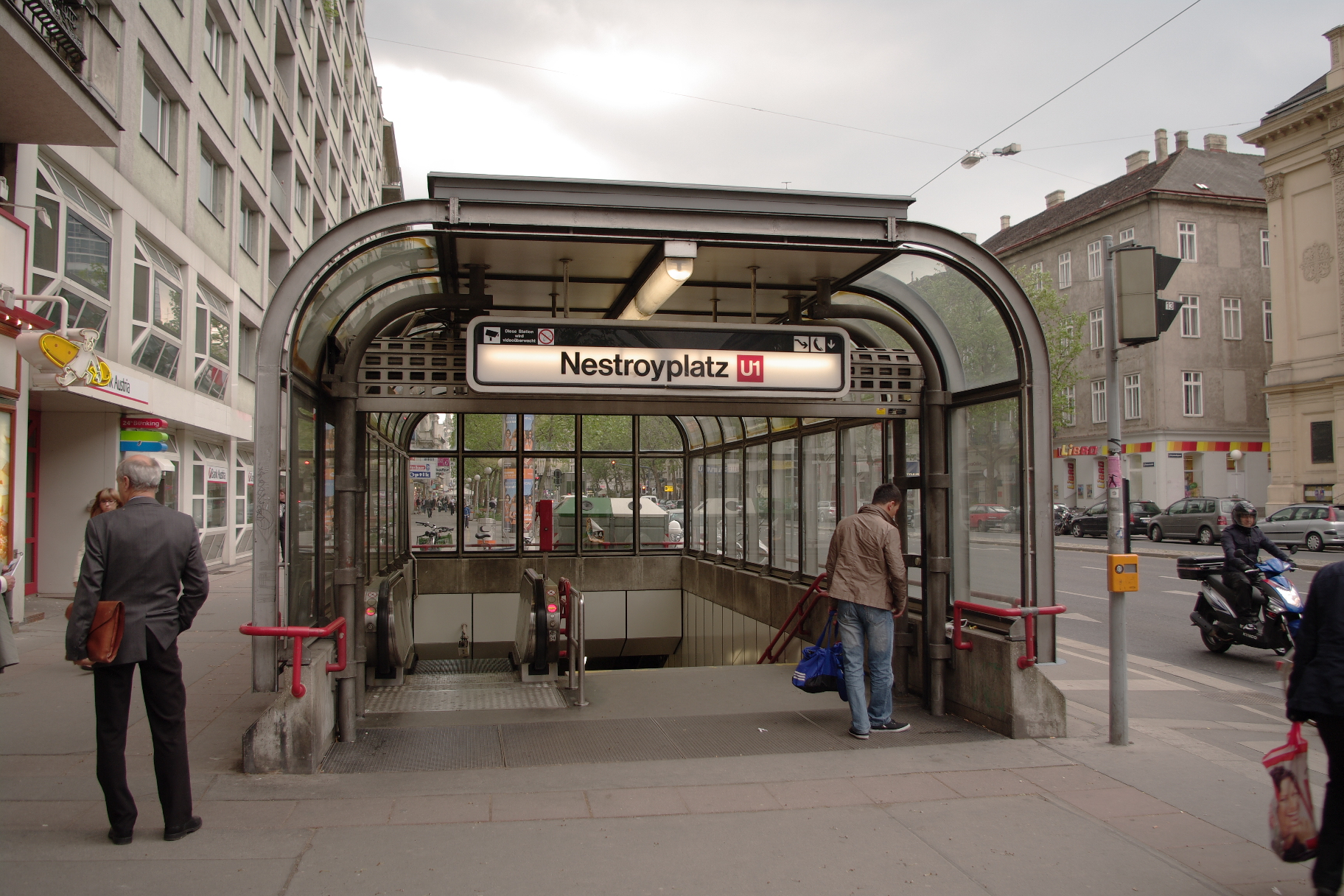
Вихід зі станції «Нестройплац», Лінія U1

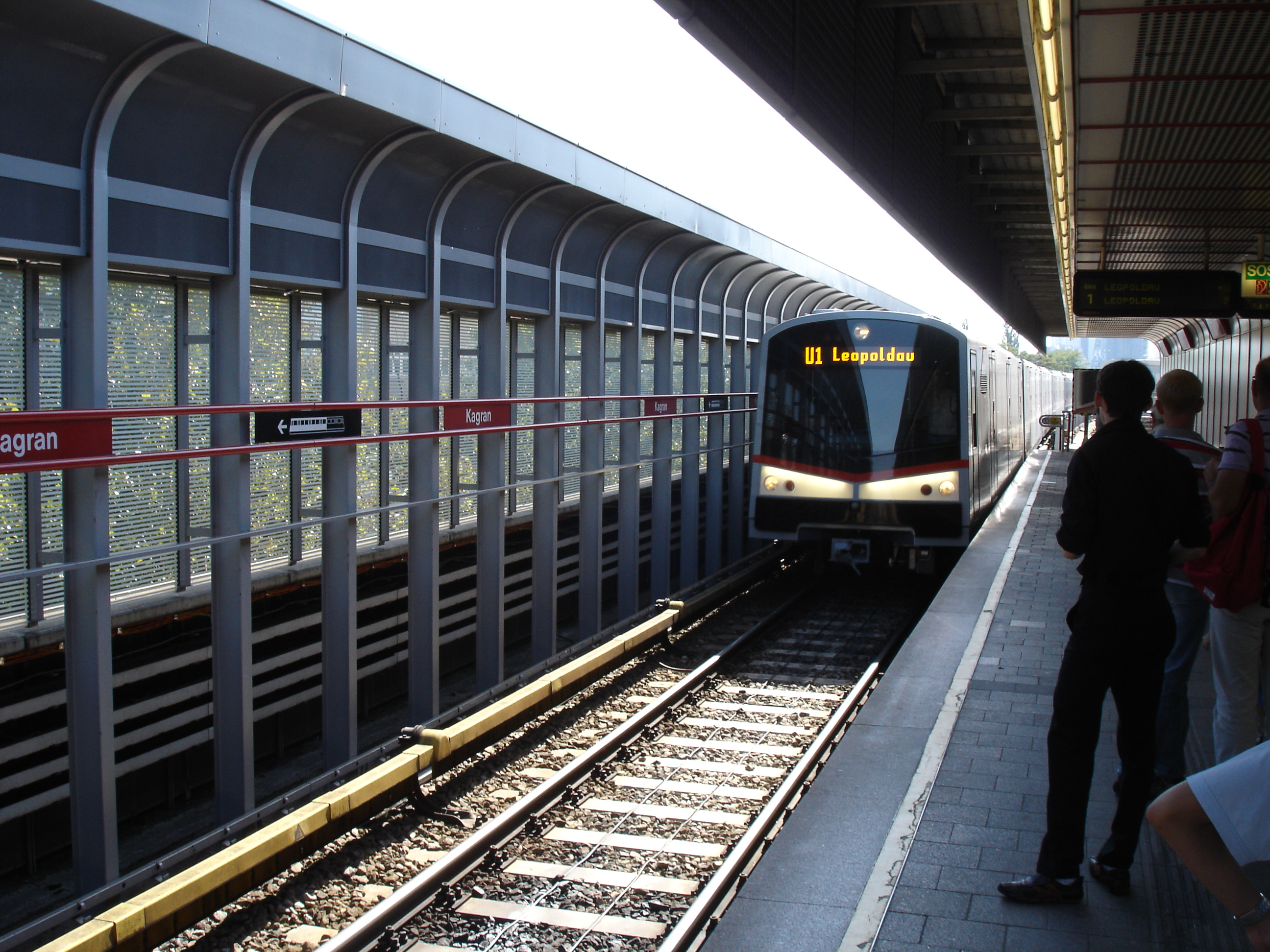
Потяг на станції «Кагран», Лінія U1

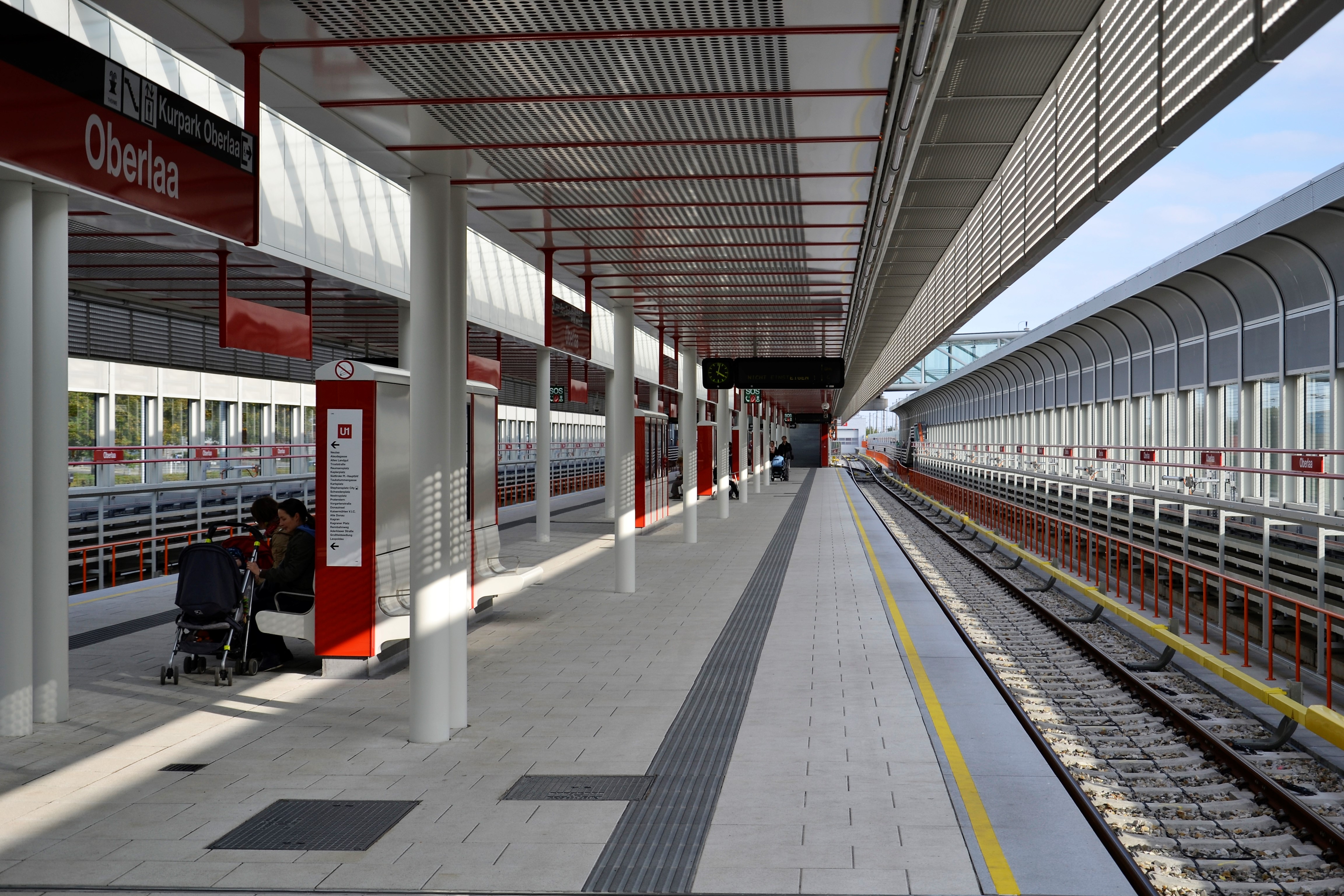
Платформа станції «Оберлаа», Лінія U1

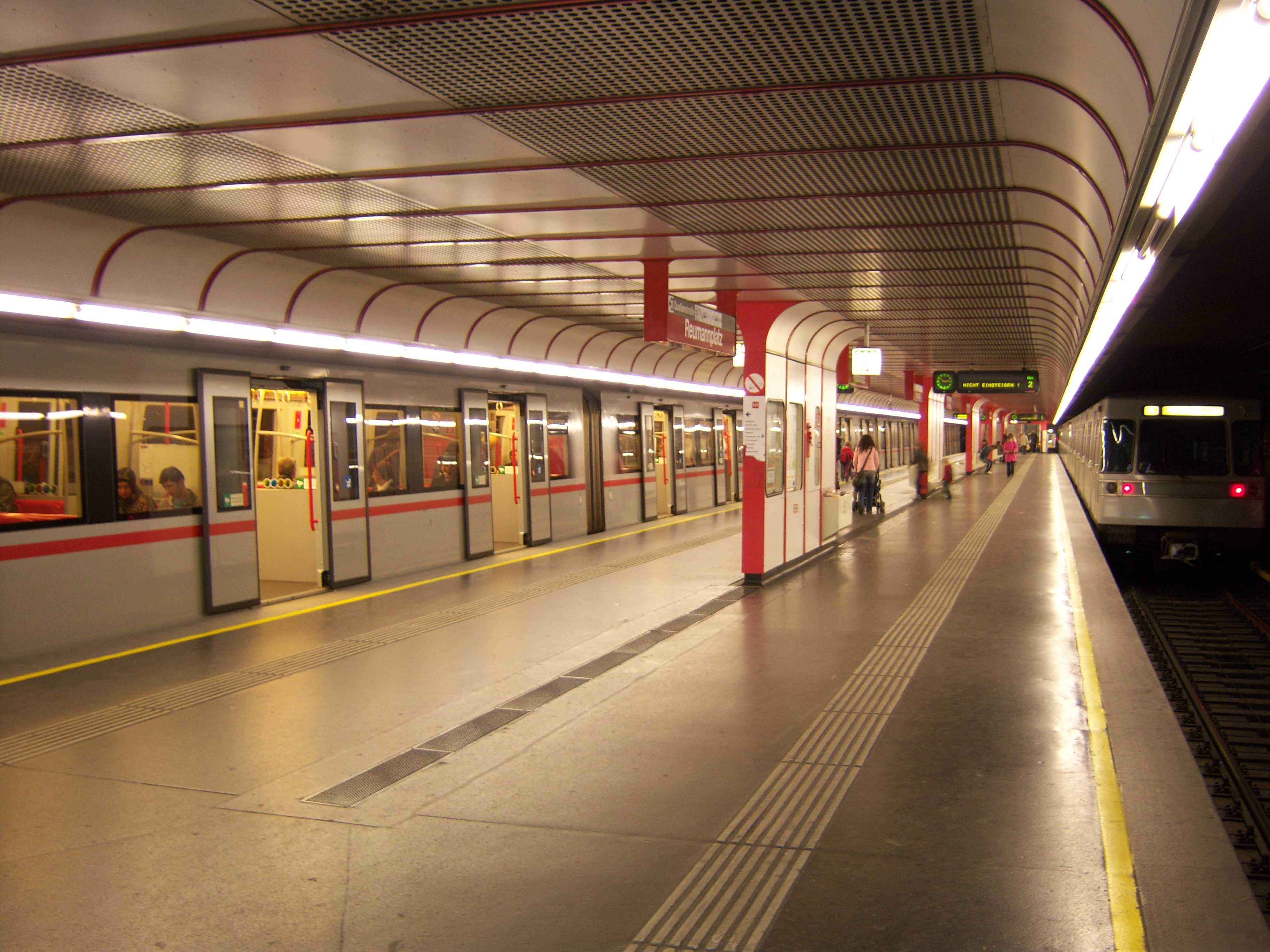
Платформа станції «Ройманплац», Лінія U1

| U1 (Oberlaa ↔ Leopoldau) |

Спорудження лінії U1 розпочалося в 1969 році, перша секція «Ройманнплац» — «Карлсплац» відкрилася у 1978 році. Початково планувалося будівництво від «Ройманн-плац» до «Пратерштерн», з пізнішим подовженням через Дунай до Каграну. Але, через обвал мосту Райхсбрюке в 1976 році, подовжувати лінію розпочали пізніше і завершили у вересні 1982 року. У 2000 році розпочалося будівництво відрізку до «Леопольдау», який відкрився 2 вересня 2006. Останнє розширення лінії відбулося у вересні 2017 року до станції «Оберлаа». Середня відстань між станціями 835 метрів, подорож між кінцевими станціями займає 34 хвилини.
| #  | Станція                                    | Дата відкриття    |
| -- | ------------------------------------------ | ----------------- |
| 1  | «Oberlaa»                                  | 2 вересня 2017    |
| 2  | «Neulaa»                                   | 2 вересня 2017    |
| 3  | «Alaudagasse»                              | 2 вересня 2017    |
| 4  | «Altes Landgut»                            | 2 вересня 2017    |
| 5  | «Troststraße»                              | 2 вересня 2017    |
| 6  | Reumannplatz                               | 25 лютого 1978    |
| 7  | Keplerplatz                                | 25 лютого 1978    |
| 8  | Südtiroler Platz                           | 25 лютого 1978    |
| 9  | Taubstummengasse                           | 25 лютого 1978    |
| 10 | Площа Карла ⇄ U2,U4                        | 25 лютого 1978    |
| 11 | Stephansplatz ⇄ U3                         | 18 листопада 1978 |
| 12 | Schwedenplatz ⇄ U4                         | 24 листопада 1979 |
| 13 | Nestroyplatz                               | 24 листопада 1979 |
| 14 | Praterstern ⇄ U2                           | 28 лютого 1981    |
| 15 | Vorgartenstraße                            | 3 вересня 1982    |
| 16 | Donauinsel                                 | 3 вересня 1982    |
| 17 | Kaisermühlen — Vienna International Centre | 3 вересня 1982    |
| 18 | Alte Donau                                 | 3 вересня 1982    |
| 19 | Kagran                                     | 3 вересня 1982    |
| 20 | Kagraner Platz                             | 2 вересня 2006    |
| 21 | Rennbahnweg                                | 2 вересня 2006    |
| 22 | Aderklaaer Straße                          | 2 вересня 2006    |
| 23 | Großfeldsiedlung                           | 2 вересня 2006    |
| 24 | Leopoldau                                  | 2 вересня 2006    |

### Лінія U2

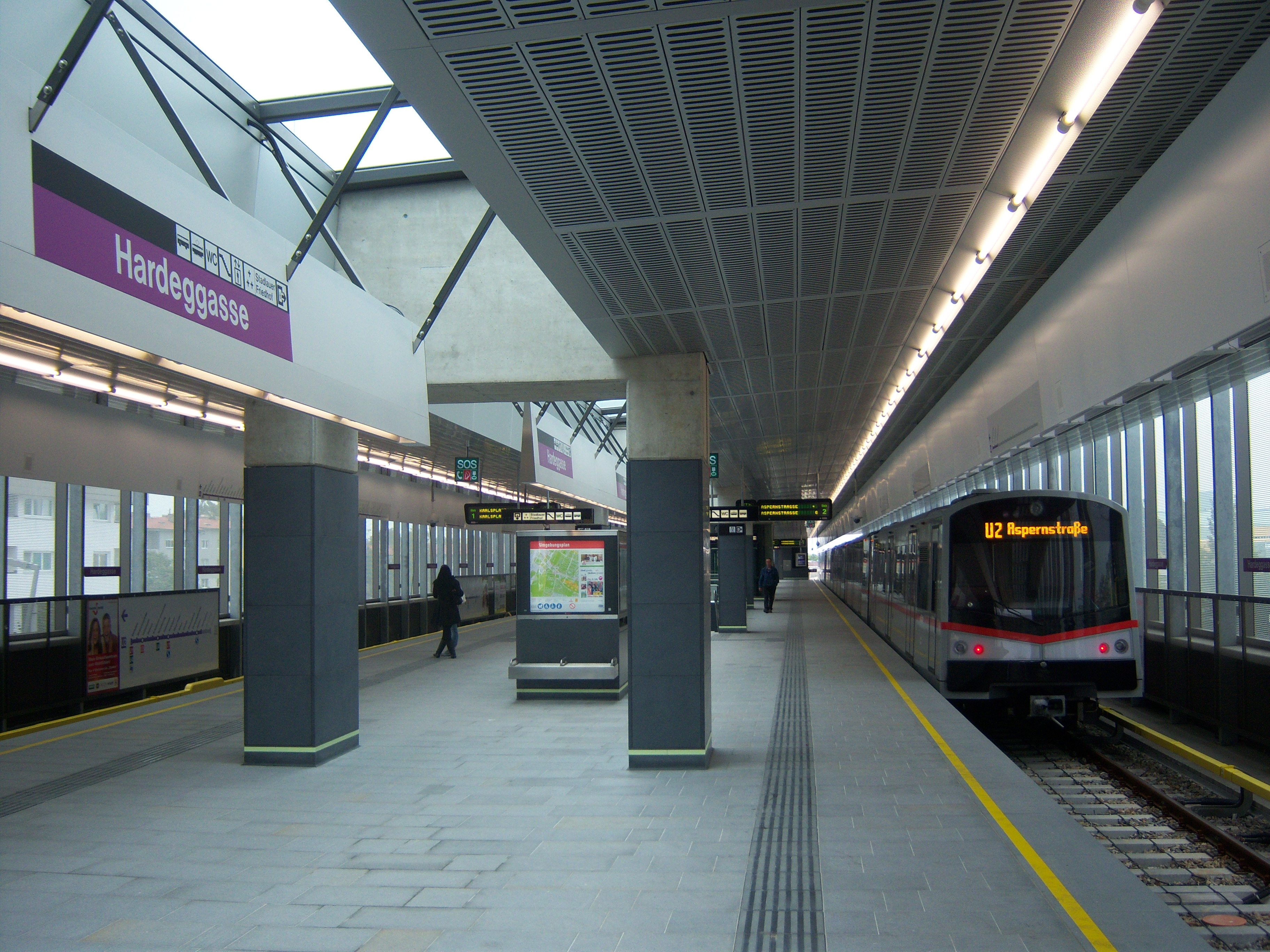
Платформа станції «Гардеґґассе», Лінія U2

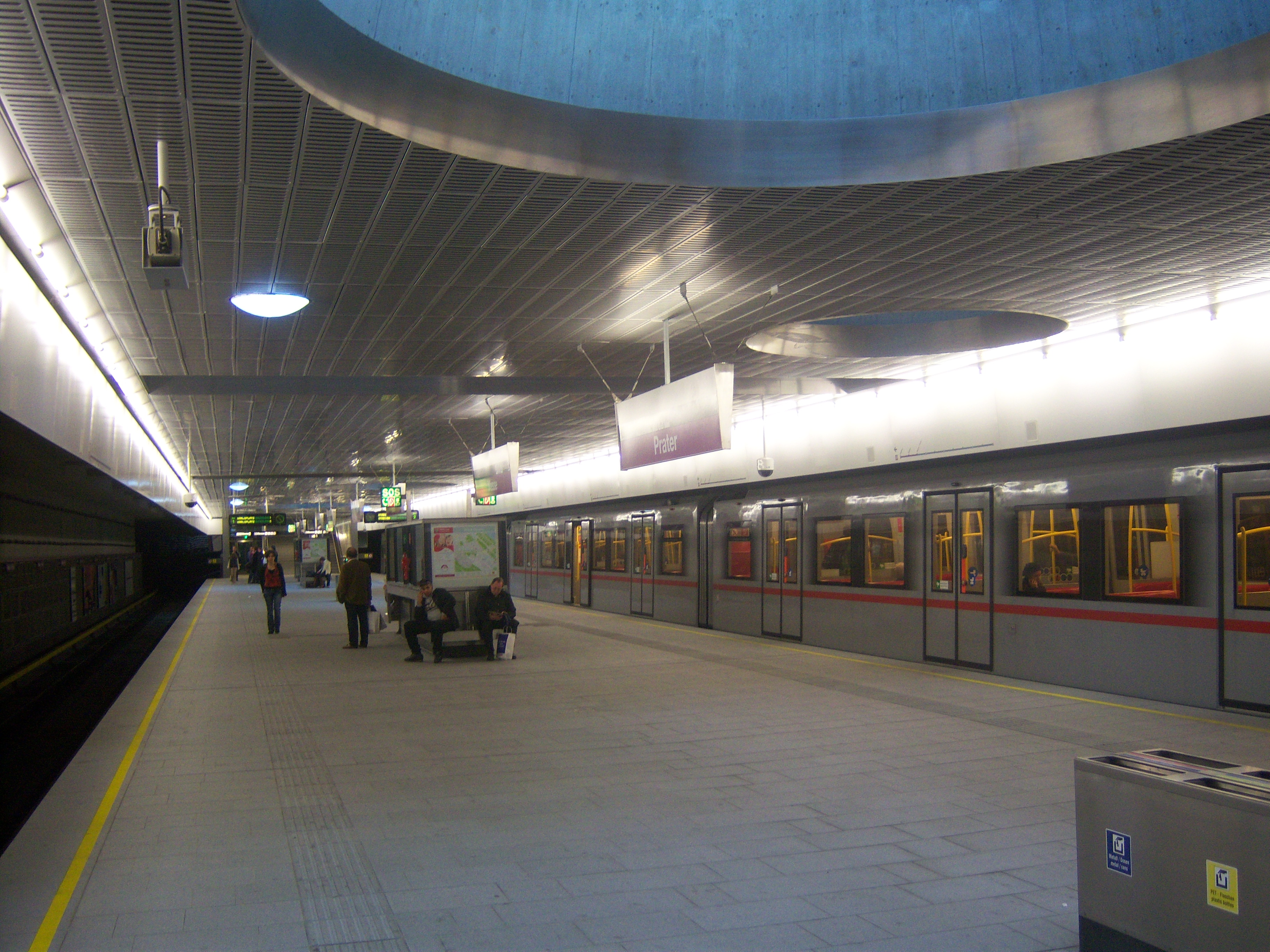
Платформа станції «Пратер-виставка», Лінія U2

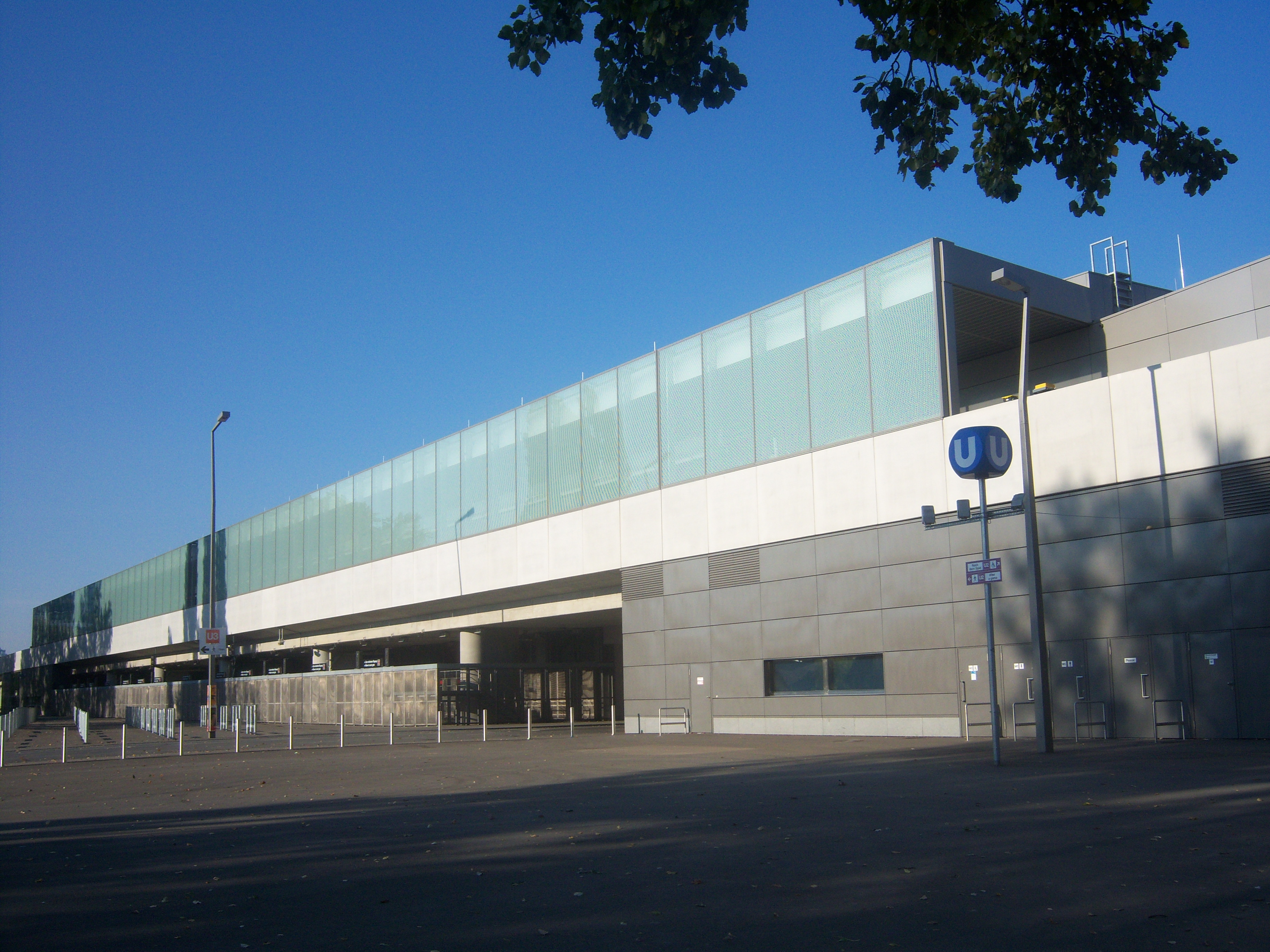
Естакадна станція «Стадіон», Лінія U2

| U2 (Площа Карла ↔ Seestadt) |

Лінія U2 переважно складається з переробленого трамвайного тунелю, побудованого в 1960-х роках. Лінія була подовжена в обидві сторони, так що зараз поїзди ходять від «Шоттенрінг» до «Площа Карла». Утім ця лінія наразі є найкоротшою у Віденській підземці. До того ж, через обмеження, що накладає конструкція колишнього тунелю, а також через короткі перегони між станціями, лінія U2 є ще й найповільнішою. Середня відстань між станціями становить 887 метрів, подорож між кінцевими станціями займає 30 хвилин. У зв'язку зі збільшенням довжини платформ при розширенні лінії, у 2003 році була закрита станція «Лерхенфельдер Штрассе» через дуже малу відстань між станціями.
| #  | Станція                | Дата відкриття                   |
| -- | ---------------------- | -------------------------------- |
| 1  | Площа Карла ⇄ U1,U4    | 30 серпня 1980                   |
| 2  | Museumsquartier        | 30 серпня 1980                   |
| 3  | Volkstheater ⇄ U3      | 30 серпня 1980                   |
| —  | «Lerchenfelder Straße» | 30 серпня 1980 — 27 вересня 2003 |
| 4  | Rathaus                | 30 серпня 1980                   |
| 5  | Schottentor            | 30 серпня 1980                   |
| 6  | Schottenring ⇄ U4      | 10 травня 2008                   |
| 7  | Taborstraße            | 10 травня 2008                   |
| 8  | Praterstern ⇄ U1       | 10 травня 2008                   |
| 9  | Пратер-виставка        | 10 травня 2008                   |
| 10 | Кріау                  | 10 травня 2008                   |
| 11 | Стадіон                | 10 травня 2008                   |
| 12 | Donaumarina            | 2 жовтня 2010                    |
| 13 | Donaustadtbrücke       | 2 жовтня 2010                    |
| 14 | Stadlau                | 2 жовтня 2010                    |
| 15 | Гардег-гассе           | 2 жовтня 2010                    |
| 16 | Donauspital            | 2 жовтня 2010                    |
| 17 | Aspernstraße           | 2 жовтня 2010                    |
| 18 | Гаусфельд-вулиця       | 5 жовтня 2013                    |
| 19 | Aspern Nord            | 5 жовтня 2013                    |
| 20 | Seestadt               | 5 жовтня 2013                    |
|    |                        |                                  |

### Лінія U3

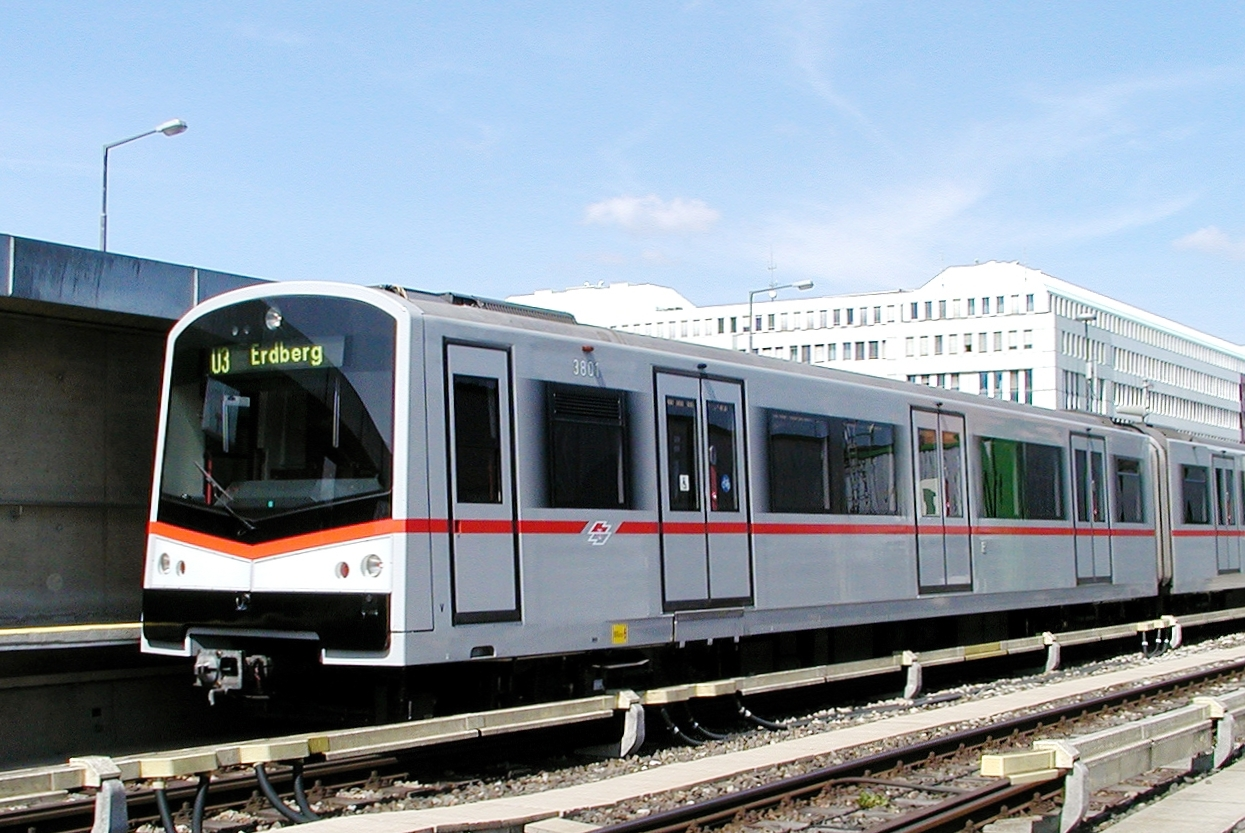
Потяг на лінії U3

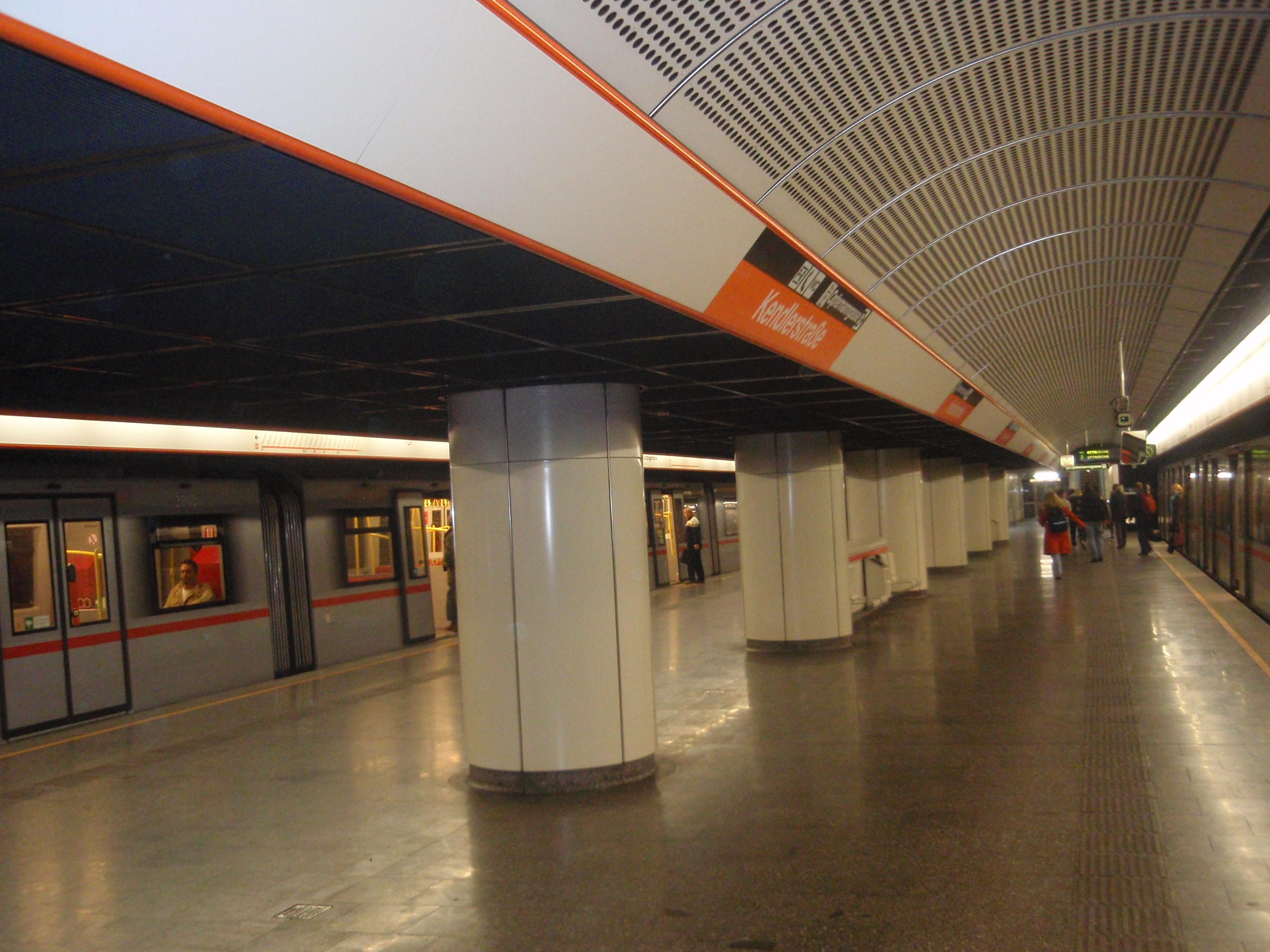
Платформа станції «Кендлерштрассе», Лінія U3

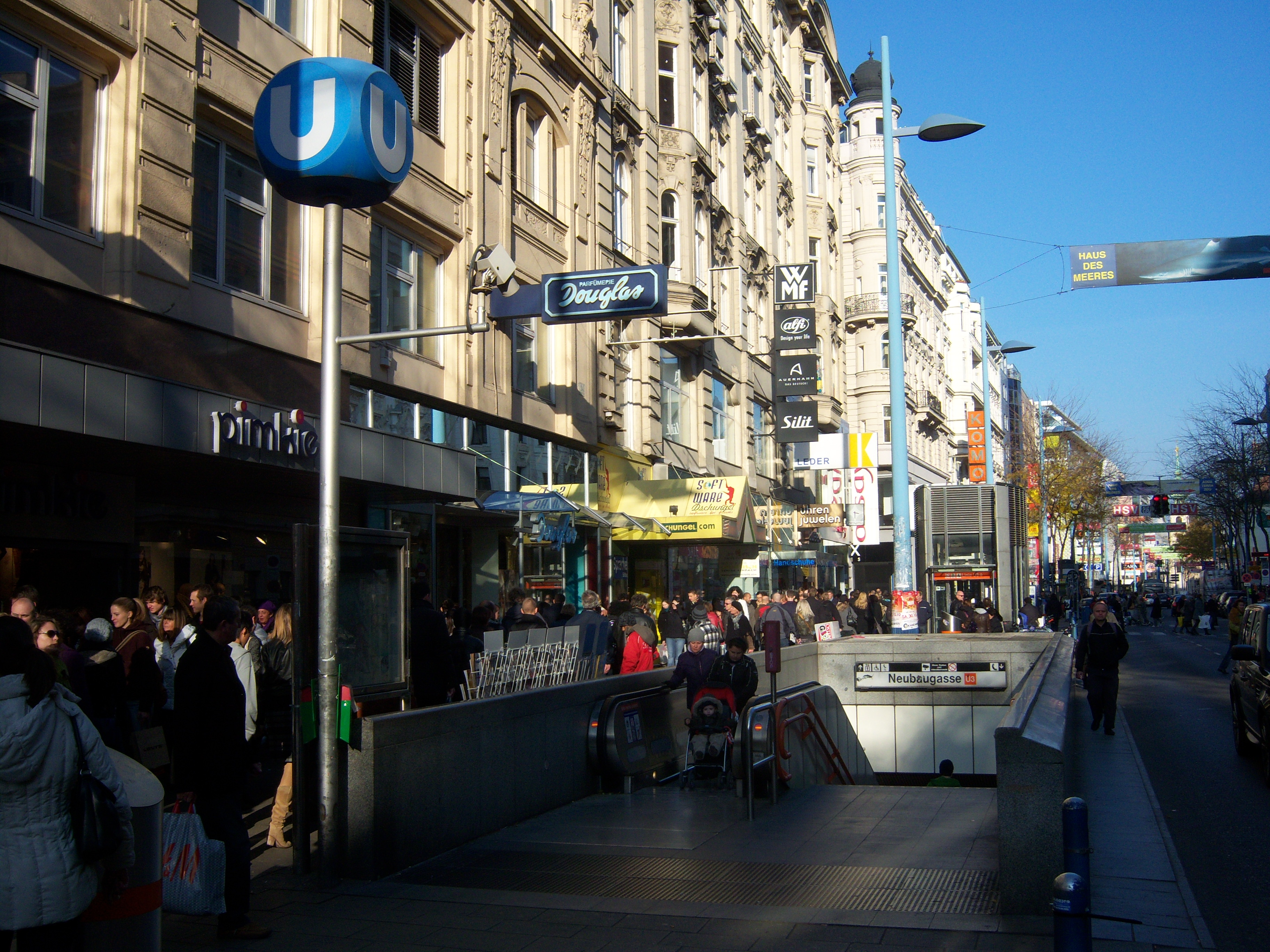
Вихід зі станції «Нойбауґассе», Лінія U3

| U3 (Ottakring - Simmering) |

Линія U3 була побудована між 1989 та 2000 роками. Усі станції окрім двох є підземними. Середня відстань між станціями становить 670 метрів, подорож між кінцевими станціями займає 25 хвилин.
| #  | Станція                    | Дата відкриття |
| -- | -------------------------- | -------------- |
| 1  | Ottakring                  | 5 грудня 1998  |
| 2  | Kendlerstraße              | 5 грудня 1998  |
| 3  | Hütteldorfer Straße        | 5 грудня 1998  |
| 4  | Johnstraße                 | 3 вересня 1994 |
| 5  | Schweglerstraße            | 3 вересня 1994 |
| 6  | Westbahnhof ⇄ U6           | 4 вересня 1993 |
| 7  | Zieglergasse               | 4 вересня 1993 |
| 8  | Neubaugasse                | 4 вересня 1993 |
| 9  | Volkstheater ⇄ U2          | 6 квітня 1991  |
| 10 | Herrengasse                | 6 квітня 1991  |
| 11 | Stephansplatz ⇄ U1         | 6 квітня 1991  |
| 12 | Stubentor                  | 6 квітня 1991  |
| 13 | Landstraße/Wien Mitte ⇄ U4 | 6 квітня 1991  |
| 14 | Rochusgasse                | 6 квітня 1991  |
| 15 | Kardinal-Nagl-Platz        | 6 квітня 1991  |
| 16 | Schlachthausgasse          | 6 квітня 1991  |
| 17 | Erdberg                    | 6 квітня 1991  |
| 18 | Gasometer                  | 2 грудня 2000  |
| 19 | Zippererstraße             | 2 грудня 2000  |
| 20 | Enkplatz                   | 2 грудня 2000  |
| 21 | Simmering                  | 2 грудня 2000  |

### Лінія U4

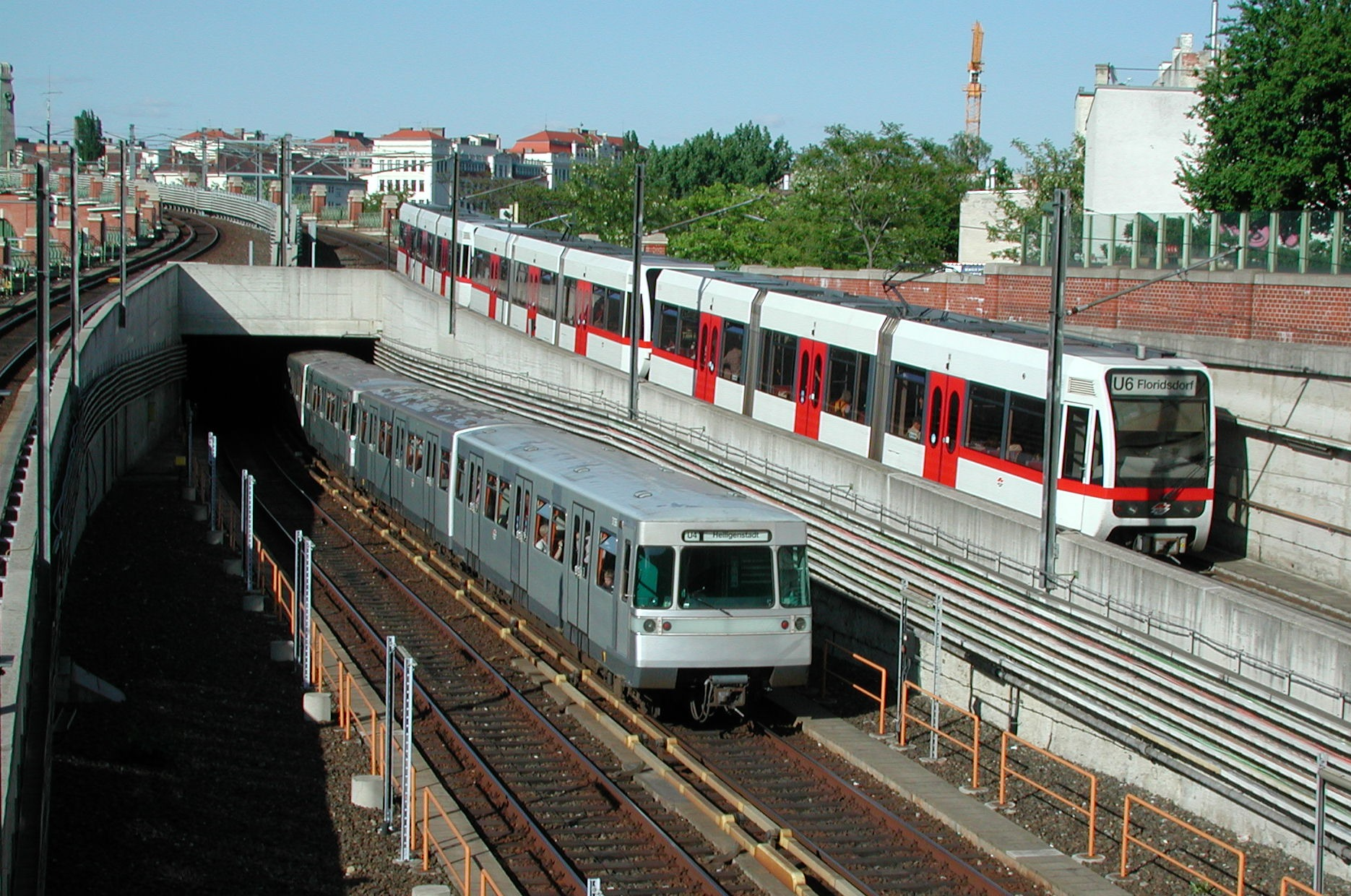
Потяги обох систем Віденського метрополітену (лінії U4 та U6) залишають станцію «Ланґельфельдгассе»

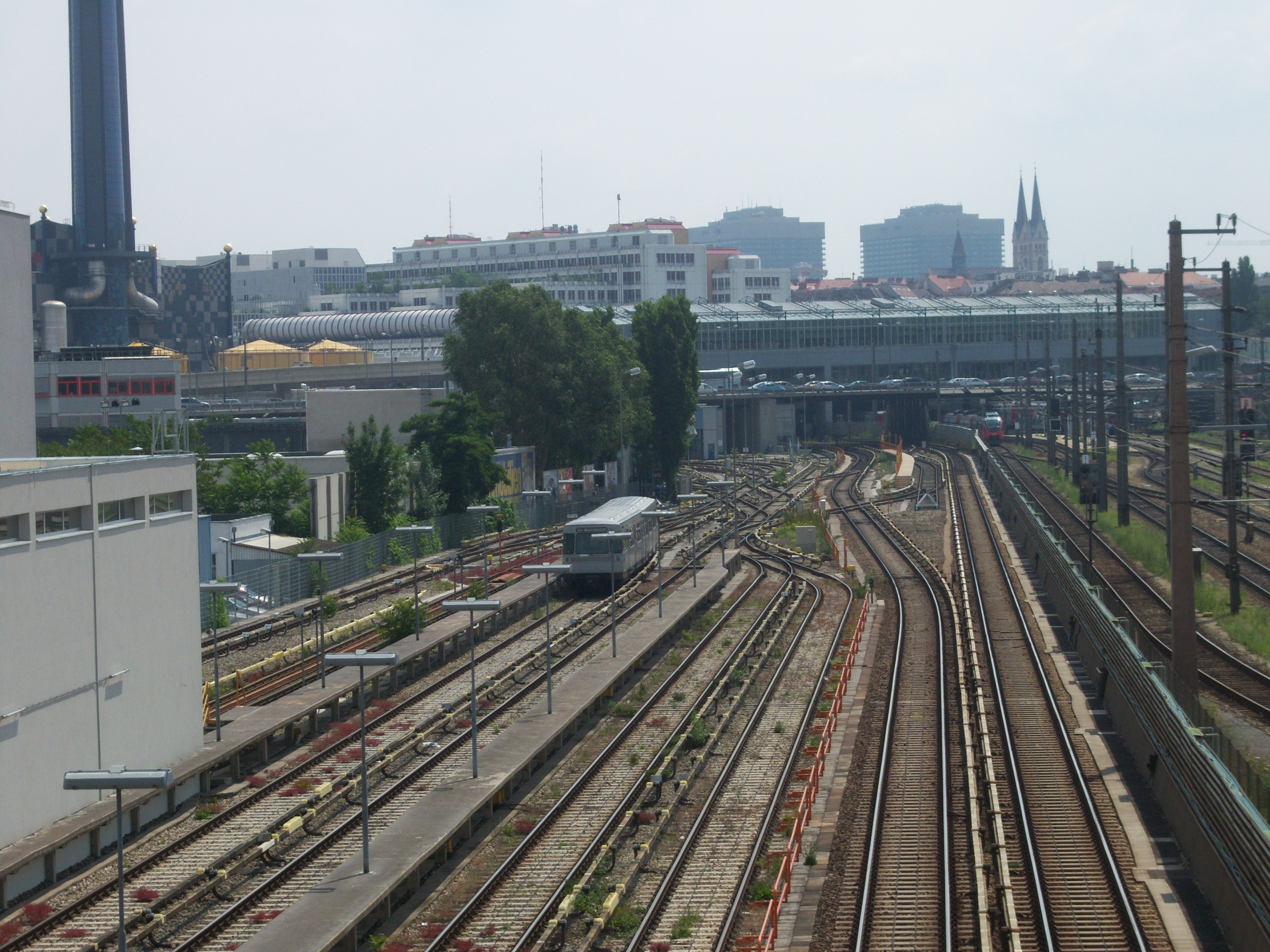
Електродепо "Вассерляйтунгсвізе " (Wasserleitungswiese)

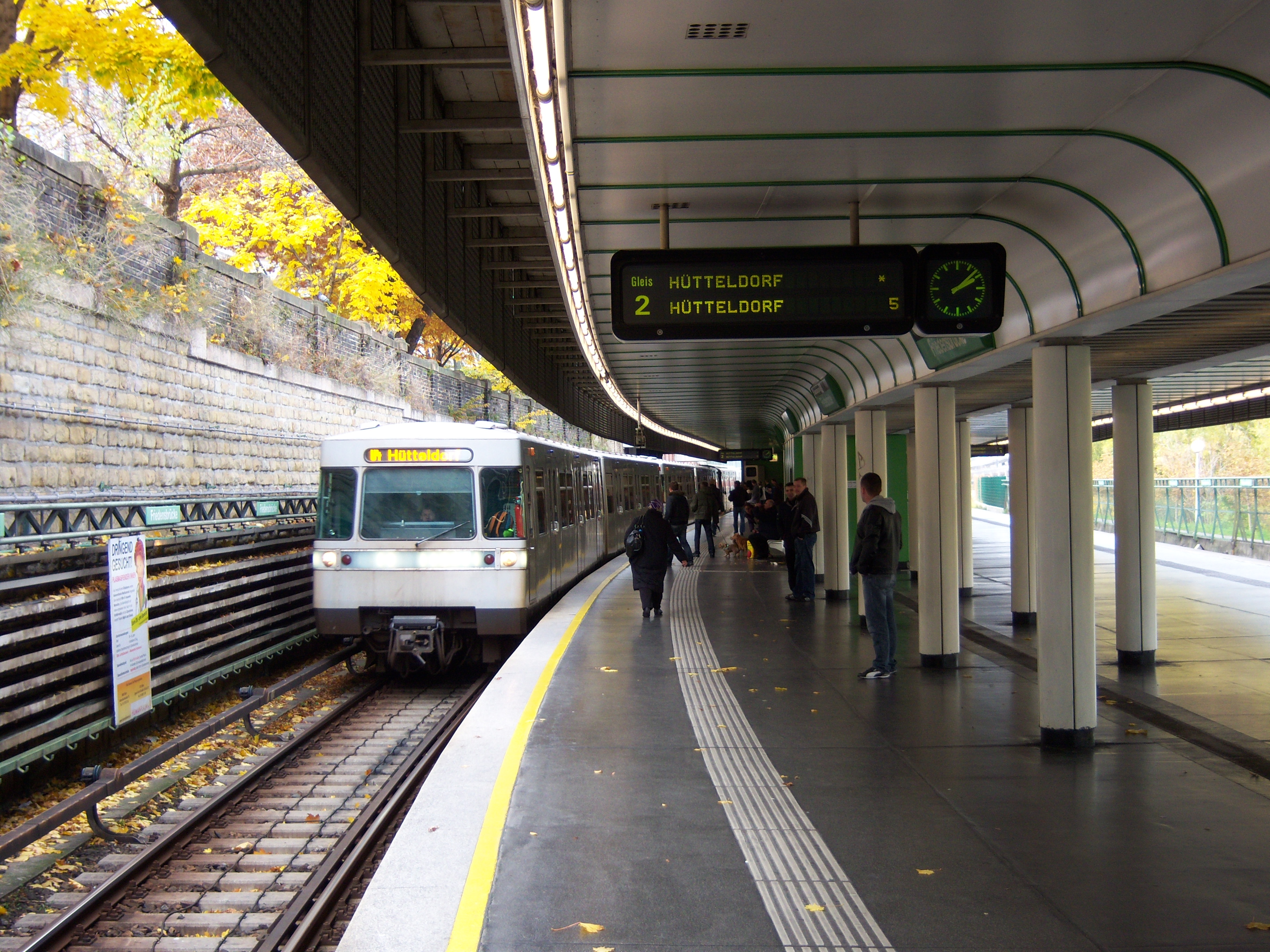
Платформа станції «Фріденсбрюке», Лінія U4

| U4 (Hütteldorf ↔ Heiligenstadt) |

Для лінії U4 була використана лінія Штадтбану WD (що була відкрита в 1898 та 1901) та модернізована в 1976—1981 рр. Перший відрізок між «Гайліґенштадт» і «Фріденсбрюке» відкрився у 1976 року. Усі станції, окрім «Штадтпарк» були перебудовані. Більшість траси знаходиться на поверхні. Під землю вона переходить лише в центрі міста. Середня відстань між станціями становить 861 метрів, подорож між кінцевими станціями займає 29 хвилин.
| #  | Станція              | Дата відкриття |
| -- | -------------------- | -------------- |
| 1  | Hütteldorf           | 20 грудня 1981 |
| 2  | Ober St. Veit        | 20 грудня 1981 |
| 3  | Unter St. Veit       | 20 грудня 1981 |
| 4  | Braunschweiggasse    | 20 грудня 1981 |
| 5  | Hietzing             | 31 серпня 1981 |
| 6  | Schönbrunn           | 31 серпня 1981 |
| 7  | Meidling Hauptstraße | 26 жовтня 1980 |
| 8  | Längenfeldgasse ⇄ U6 | 7 жовтня 1989  |
| 9  | Margaretengürtel     | 26 жовтня 1980 |
| 10 | Pilgramgasse         | 26 жовтня 1980 |
| 11 | Kettenbrückengasse   | 26 жовтня 1980 |
| 12 | Площа Карла ⇄ U1,U2  | 15 серпня 1978 |
| 13 | Stadtpark            | 15 серпня 1978 |
| 14 | Landstraße ⇄ U3      | 15 серпня 1978 |
| 15 | Schwedenplatz ⇄ U1   | 15 серпня 1978 |
| 16 | Schottenring ⇄ U2    | 3 квітня 1978  |
| 17 | Roßauer Lände        | 3 квітня 1978  |
| 18 | Friedensbrücke       | 8 травня 1976  |
| 19 | Spittelau ⇄ U6       | 7 жовтня 1995  |
| 20 | Heiligenstadt        | 8 травня 1976  |

### Лінія U6

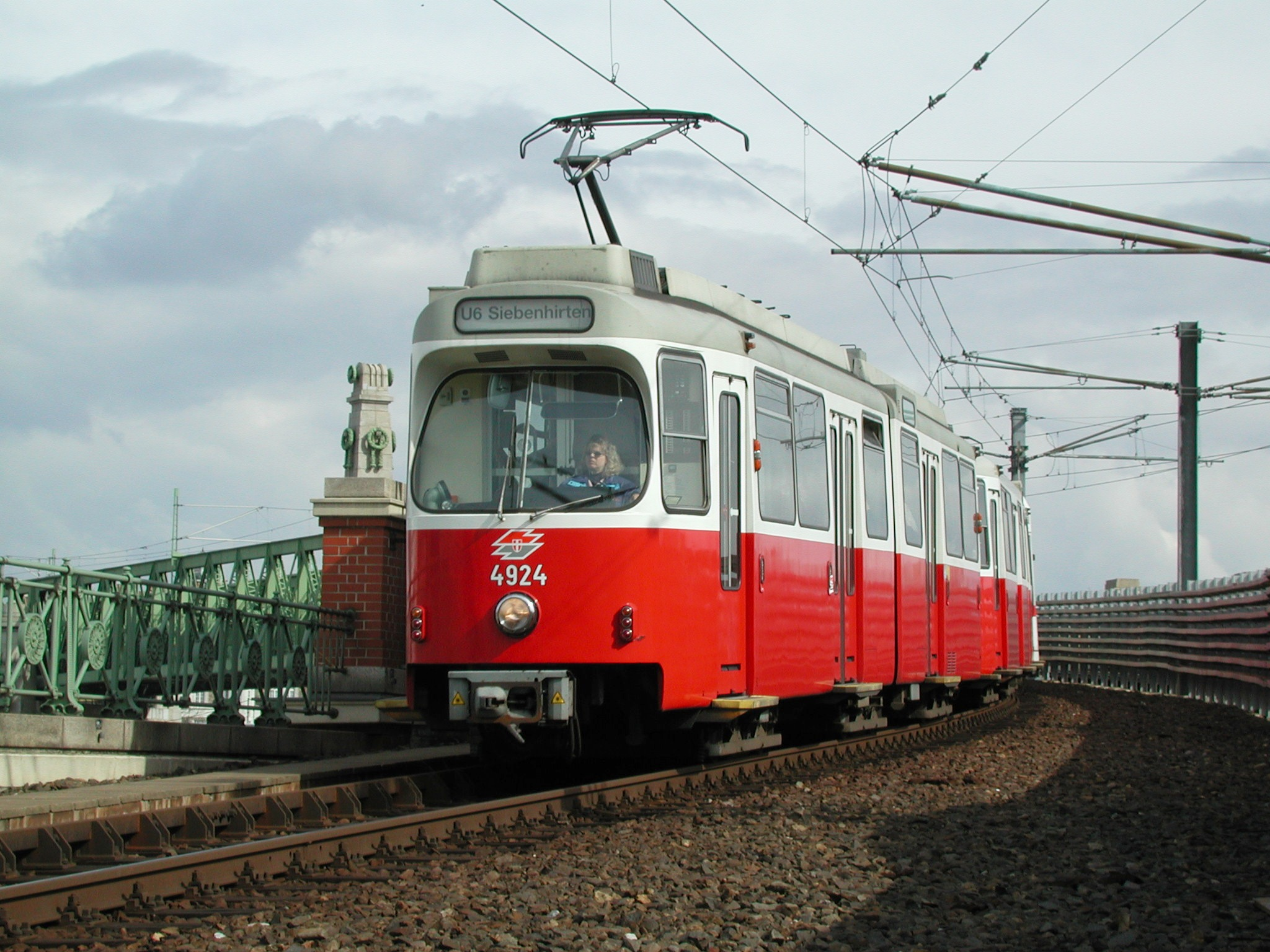
Лінія U6 використовує потяги трамвайного типу

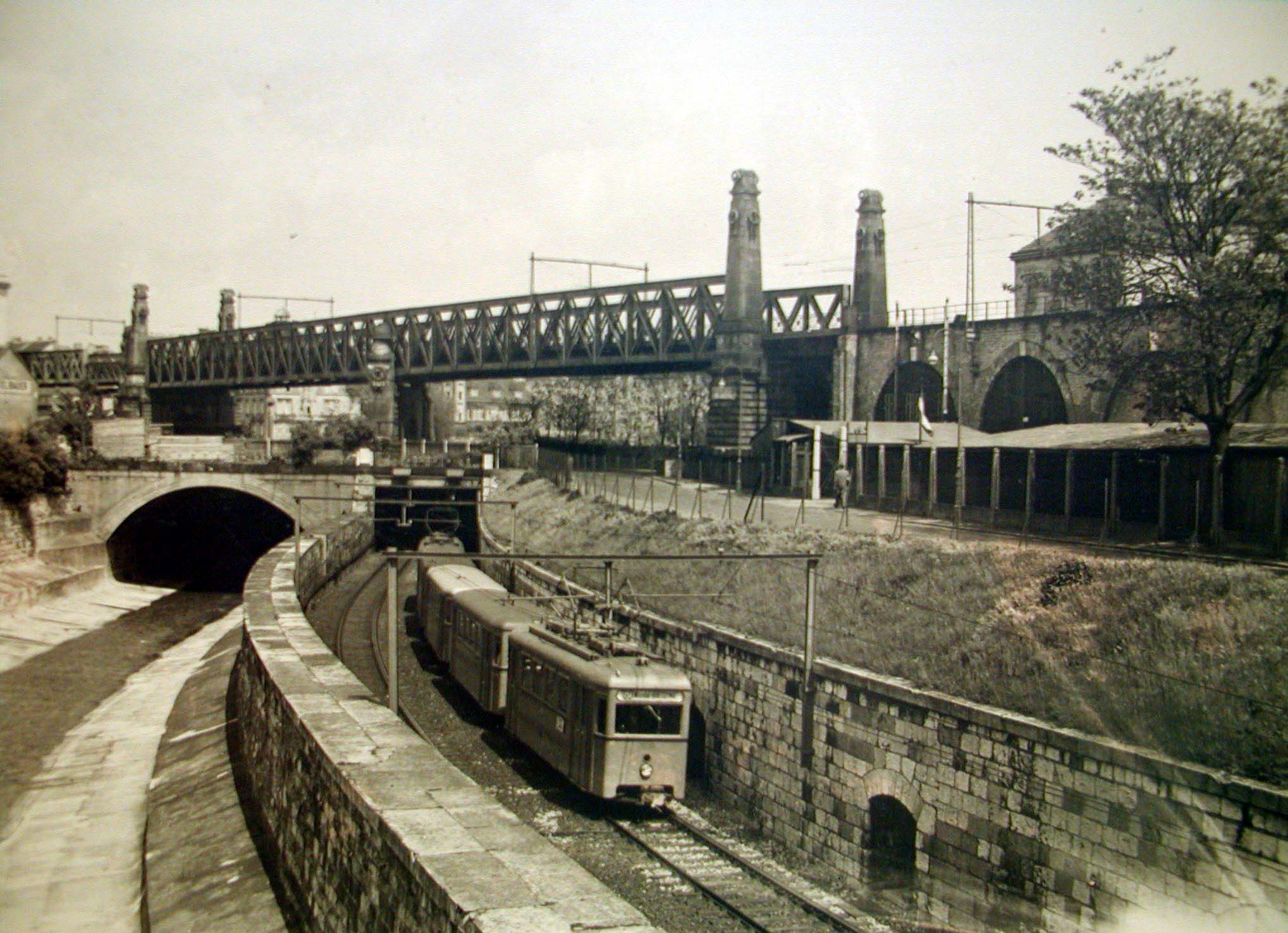
Ділянка лінії U6 в часи Штадтбану

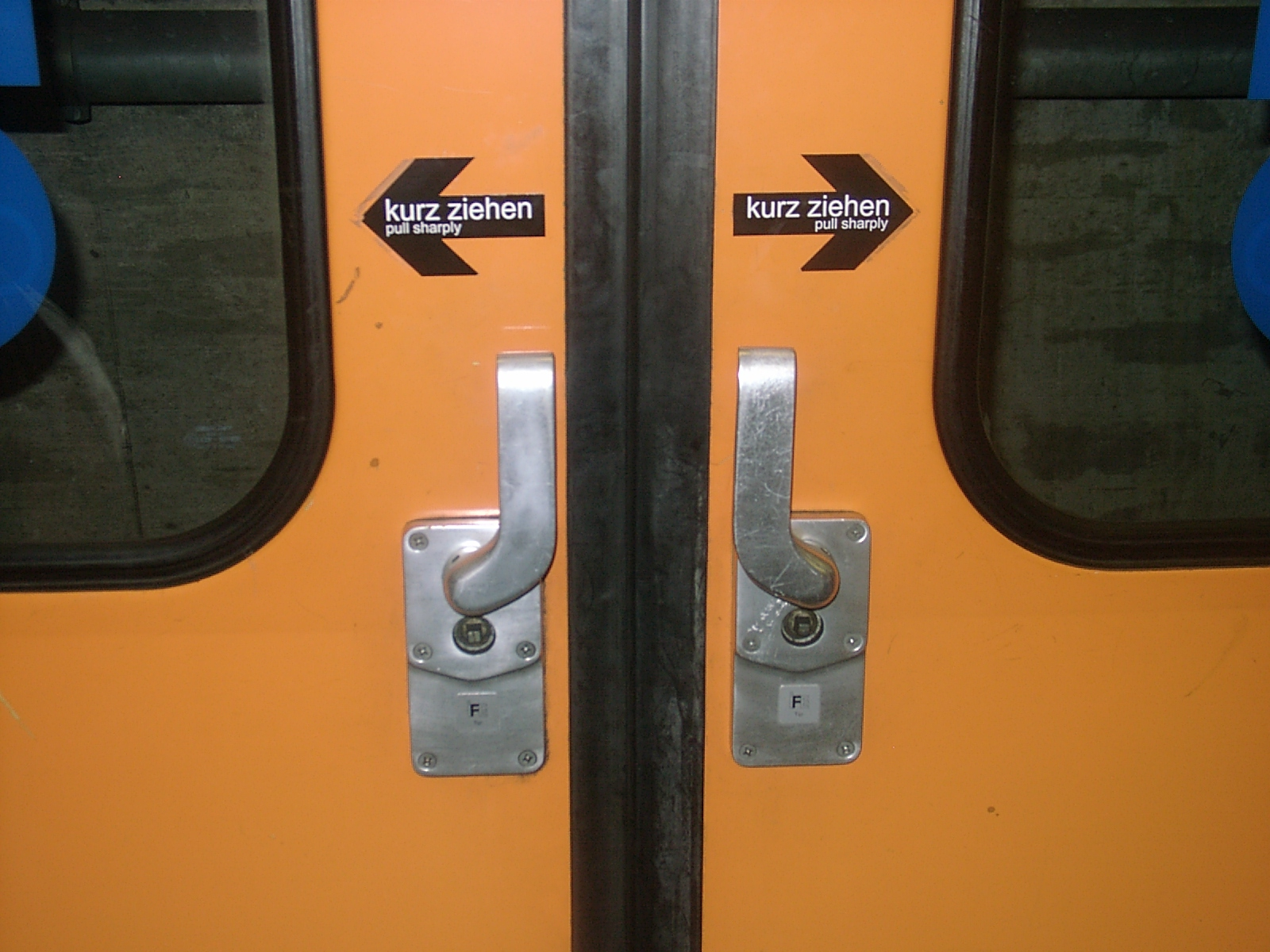
Особливість одного з типів вагонів віденського метро: щоб відкрити двері на станції треба сильно потягнути за ручку

| U6 (Siebenhirten ↔ Floridsdorf) |

Лінія U6 є найдовшою лінію віденського метро. Між «Лангенфельдгассе» та «Шпіттелау» використовується ділянка старого Штадтбану. На відміну від лінії U4 більшість станцій не були перебудовані і залишені в оригінальному вигляді. Це і є причиною чому лінія U6 використовує іншу систему потягів та оптичних сигналів. Південна ділянка лінії з «Зібенхіртен» до «Філадельфіабрюке» (відкрита в 1995) частково використовує ділянку побудовану для швидкісного трамваю в кінці 1970-х. Ділянка з «Філадельфіабрюке» до «Лангенфельдгассе» проходить під землею, вона була відкрита в 1989 році. Північна ділянка з «Шпіттелау» до «Флорідсдорф», що знаходиться і над, і під землею, відкрилася в 1996 році. Середня відстань між станціями становить 754 метрів, подорож між кінцевими станціями займає 34 хвилини.
| #  | Станція              | Дата відкриття |
| -- | -------------------- | -------------- |
| 1  | Siebenhirten         | 15 квітня 1995 |
| 2  | Perfektastraße       | 15 квітня 1995 |
| 3  | Erlaaer Straße       | 15 квітня 1995 |
| 4  | Alterlaa             | 15 квітня 1995 |
| 5  | Am Schöpfwerk        | 15 квітня 1995 |
| 6  | Tscherttegasse       | 15 квітня 1995 |
| 7  | Bahnhof Meidling     | 7 жовтня 1989  |
| 8  | Niederhofstraße      | 7 жовтня 1989  |
| 9  | Längenfeldgasse ⇄ U4 | 7 жовтня 1989  |
| 10 | Gumpendorfer Straße  | 7 жовтня 1989  |
| 11 | Westbahnhof ⇄ U3     | 7 жовтня 1989  |
| 12 | Burggasse            | 7 жовтня 1989  |
| 13 | Thaliastraße         | 7 жовтня 1989  |
| 14 | Josefstädter Straße  | 7 жовтня 1989  |
| 15 | Alser Straße         | 7 жовтня 1989  |
| 16 | Michelbeuern-AKH     | 7 жовтня 1989  |
| 17 | Währinger Straße     | 7 жовтня 1989  |
| 18 | Nußdorfer Straße     | 7 жовтня 1989  |
| 19 | Spittelau ⇄ U4       | 4 травня 1996  |
| 20 | Jägerstraße          | 4 травня 1996  |
| 21 | Dresdner Straße      | 4 травня 1996  |
| 22 | Handelskai           | 4 травня 1996  |
| 23 | Neue Donau           | 4 травня 1996  |
| 24 | Floridsdorf          | 4 травня 1996  |

## Розвиток
Проект будівництва Лінії U5 обговорювався не одноразово, на початок 2018 року будівництво не ведеться. Розпочати будівництво планують у 2019 році, відкриття початкової ділянки можливе не раніше 2024 року.

## Режим роботи
Метрополітен працює з 5:00 до 0:30, у новорічну ніч — цілодобово.

## Оплата поїздки
Вартість квитка на одну поїздку – € 2.40. Такий квиток дійсний у всіх видах громадського транспорту. Для зручності можна придбати квиток на 5 поїздок за € 12. Проїзний на 24 години (всі види громадського транспорту) коштує € 8, на 48 годин – € 14.10, на 72 години – € 17.10, на 1 тиждень – € 17,10, на 1 місяць – € 51. Також можна придбати туристичну картку Vienna City Card, яка дає право на необмежений проїзд у громадському транспорті та знижку на відвідування основних визначних пам'яток.